# Hércules Florence
Hèrcules Florence (Niça, 1804 — Campinas, 1879) va ser un inventor i fotògraf francès, establert des de jove al Brasil. És considerat un dels pares de la fotografia, al costat de Niépce, Daguerre, William Fox Talbot i Hippolythe Bayard, per inventar l'any 1833 un procediment fotogràfic al que va anomenar fotografia per primera vegada en la història.
Acuitat per problemes econòmics, motivat principalment per l'elevat nombre de fills que tenia, va pensar en l'aplicació de la càmera obscura a la reproducció de documents com ara textos, diplomes, etiquetes, etc., amb la finalitat d'obtenir diners ràpidament. El seu procediment suposava la captació d'imatges amb la càmera obscura i la utilització del paper com suport, adequadament sensibilitzat mitjançant nitrat d'argent. Igualment va emprar les plaques de cristall amb una emulsió ideada per ell mateix. Els seus descobriments, no obstant això, no van tenir cap continuació per part d'altres investigadors, i van ser rescatats de l'oblit l'any 1976 gràcies a la labor investigadora de Boris Kossoy.